# Noorwegen op het Eurovisiesongfestival 1965
Noorwegen nam deel aan het Eurovisiesongfestival 1965 in Napels, Italië. Het was de 6de deelname van het land op het Eurovisiesongfestival. De selectie verliep via de jaarlijkse Melodi Grand Prix, waarvan de finale plaatsvond op 13 februari 1965. NRK was verantwoordelijk voor de Noorse bijdrage voor de editie van 1965.

## Finale
Melodi Grand Prix 1965 werd gehouden in de tv-studio's van de Norwegian Broadcasting Corporation in Oslo, het werd gepresenteerd door Odd Grythe. Vijf liedjes namen deel deze vijf liedjes werden twee keer gezongen een keer met een orkest en een keer met een combo. Zangeres Wenche Myhre, die de tweede versie van het lied "Karusell" zou zingen, moest zich terugtrekken wegens ziekte; hierdoor moest Kirsti Sparboe allebei de versies zingen. De winnaar werd gekozen door het zenden van postkaarten.
| Startplaats | Combo           | Orkest          | lied                          | Punten | Plaats |
| ----------- | --------------- | --------------- | ----------------------------- | ------ | ------ |
| 1           | Nora Brockstedt | Grynet Molvig   | "Med lokk og lur"             | 5104   | 2      |
| 2           | Jan Høiland     | Per Asplin      | "Jeg har en øy"               | 404    | 5      |
| 3           | Kirsti Sparboe  | Kirsti Sparboe  | "Karusell"                    | 9886   | 1      |
| 4           | Per Asplin      | Ivar Medaas     | "Jenteord"                    | 1349   | 4      |
| 5           | Grynet Molvig   | Nora Brockstedt | "Bare det aller, aller beste" | 1544   | 3      |

1960 · 1961 · 1962 · 1963 · 1964 · 1965 · 1966 · 1967 · 1968 · 1969 · 1970 · 1971 · 1972 · 1973 · 1974 · 1975 · 1976 · 1977 · 1978 · 1979 · 1980 · 1981 · 1982 · 1983 · 1984 · 1985 · 1986 · 1987 · 1988 · 1989 · 1990 · 1991 · 1992 · 1993 · 1994 · 1995 · 1996 · 1997 · 1998 · 1999 · 2000 · 2001 · 2002 · 2003 · 2004 · 2005 · 2006 · 2007 · 2008 · 2009 · 2010 · 2011 · 2012 · 2013 · 2014 · 2015 · 2016 · 2017 · 2018 · 2019 · 2020 · 2021 · 2022 · 2023 · 2024 · 2025